# Markiz Hastings
Baroneci Rawdon of Moira
- 1665–1684: George Rawdon, 1. baronet
- 1684–1695: Arthur Rawdon, 2. baronet
- 1695–1724: John Rawdon, 3. baronet
- 1724–1793: John Rawdon, 4. baronet

Hrabiowie Moira 1. kreacji (parostwo Irlandii)
- 1762–1793: John Rawdon, 1. hrabia Rawdon
- 1793–1826: Francis Rawdon-Hastings, 2. hrabia Moira

Markizowie Hastings 1. kreacji (parostwo Zjednoczonego Królestwa)
- 1817–1826: Francis Rawdon-Hastings, 1. markiz Hastings
- 1826–1844: George Augustus Francis Rawdon-Hastings, 2. markiz Hastings
- 1844–1851: Paulyn Reginald Serlo Rawdon-Hastings, 3. markiz Hastings
- 1851–1868: Henry Weysford Charles Plantagenet Rawdon-Hastings, 4. markiz Hastings